# Phenix
|  | Aquest article tracta sobre la vila de Virgínia. Si cerqueu la ciutat d'Alabama, vegeu «Phenix City». |

Phenix és una vila dels Estats Units a l'estat de Virgínia. Segons el cens del 2000 tenia 200 habitants.

## Demografia
Segons el cens del 2000, Phenix tenia 200 habitants, 78 habitatges, i 62 famílies. La densitat de població era de 67,1 habitants per km².
Dels 78 habitatges en un 25,6% hi vivien nens de menys de 18 anys, en un 66,7% hi vivien parelles casades, en un 11,5% dones solteres, i en un 20,5% no eren unitats familiars. En el 19,2% dels habitatges hi vivien persones soles l'11,5% de les quals corresponia a persones de 65 anys o més que vivien soles. El nombre mitjà de persones vivint en cada habitatge era de 2,56 i el nombre mitjà de persones que vivien en cada família era de 2,89.
Per edats la població es repartia de la següent manera: un 18,5% tenia menys de 18 anys, un 10,5% entre 18 i 24, un 22% entre 25 i 44, un 25,5% de 45 a 60 i un 23,5% 65 anys o més.
L'edat mediana era de 44 anys. Per cada 100 dones de 18 o més anys hi havia 85,2 homes.
La renda mediana per habitatge era de 30.000 $ i la renda mediana per família de 34.583 $. Els homes tenien una renda mediana de 40.938 $ mentre que les dones 14.063 $. La renda per capita de la població era de 18.572 $. Entorn del 9,8% de les famílies i el 7,5% de la població estaven per davall del llindar de pobresa.

## Poblacions properes
El següent diagrama mostra les poblacions més properes.